# Lijst van bommenwerpers
Dit is een lijst van bommenwerpers. Deze lijst bevat informatie over het soort bommenwerper, het land van productie en de voornaamste periode waarin het toestel is ingezet.
| Naam                               | Periode             | Land                | Soort                     | Extra Informatie                        |
| ---------------------------------- | ------------------- | ------------------- | ------------------------- | --------------------------------------- |
| Gotha G.V                          | Eerste Wereldoorlog | Duitse Keizerrijk   |                           |                                         |
| Zeppelin-Staaken R.VI              | Eerste Wereldoorlog | Duitse Keizerrijk   |                           |                                         |
| Breguet Bre.4                      | Eerste Wereldoorlog | Frankrijk           |                           |                                         |
| Caproni Ca.1                       | Eerste Wereldoorlog | Italië              |                           |                                         |
| Ilja Moeromets                     | Eerste Wereldoorlog | Keizerrijk Rusland  |                           |                                         |
| Handley Page Type O                | Eerste Wereldoorlog | Verenigd Koninkrijk |                           |                                         |
| Short Bomber                       | Eerste Wereldoorlog | Verenigd Koninkrijk |                           |                                         |
| Martin MB-1                        | Eerste Wereldoorlog | Verenigde Staten    |                           |                                         |
| Martin B-10                        | Interbellum         | Verenigde Staten    |                           |                                         |
| Dornier Do 17                      | Tweede Wereldoorlog | Nazi-Duitsland      |                           |                                         |
| Focke-Wulf Fw 200                  | Tweede Wereldoorlog | Nazi-Duitsland      |                           |                                         |
| Heinkel He 111                     | Tweede Wereldoorlog | Nazi-Duitsland      |                           |                                         |
| Heinkel He 177                     | Tweede Wereldoorlog | Nazi-Duitsland      |                           |                                         |
| Junkers Ju 87 Stuka                | Tweede Wereldoorlog | Nazi-Duitsland      | Duikbommenwerper          |                                         |
| Junkers Ju 88                      | Tweede Wereldoorlog | Nazi-Duitsland      |                           |                                         |
| Junkers Ju 290                     | Tweede Wereldoorlog | Nazi-Duitsland      |                           |                                         |
| Messerschmitt Me 264               | Tweede Wereldoorlog | Nazi-Duitsland      |                           |                                         |
| Amiot 143                          | Tweede Wereldoorlog | Frankrijk           |                           |                                         |
| Amiot 354                          | Tweede Wereldoorlog | Frankrijk           |                           |                                         |
| Bloch MB.131                       | Tweede Wereldoorlog | Frankrijk           |                           |                                         |
| Bloch MB.162                       | Tweede Wereldoorlog | Frankrijk           |                           |                                         |
| Bloch MB.170                       | Tweede Wereldoorlog | Frankrijk           |                           |                                         |
| Bloch MB.175                       | Tweede Wereldoorlog | Frankrijk           |                           |                                         |
| Bloch MB.200                       | Tweede Wereldoorlog | Frankrijk           |                           |                                         |
| Potez 540                          | Tweede Wereldoorlog | Frankrijk           |                           |                                         |
| Savoia-Marchetti SM.89             | Tweede Wereldoorlog | Italië              |                           |                                         |
| Savoia-Marchetti SM.79 Sparviero   | Tweede Wereldoorlog | Italië              |                           |                                         |
| Savoia-Marchetti SM.81 Pipistrello | Tweede Wereldoorlog | Italië              |                           |                                         |
| Savoia-Marchetti SM.82 Canguru     | Tweede Wereldoorlog | Italië              |                           |                                         |
| Aichi D3A                          | Tweede Wereldoorlog | Japans Keizerrijk   | Duikbommenwerper          |                                         |
| Aichi E16A                         | Tweede Wereldoorlog | Japans Keizerrijk   | Duikbommenwerper          | Oorspronkelijk een verkenningsvliegtuig |
| Mitsubishi G4M                     | Tweede Wereldoorlog | Japans Keizerrijk   |                           |                                         |
| Nakajima B5N                       | Tweede Wereldoorlog | Japans Keizerrijk   | Torpedobommenwerper       |                                         |
| Yokosuka D4Y                       | Tweede Wereldoorlog | Japans Keizerrijk   | Duikbommenwerper          | Ook ingezet als verkenningsvliegtuig    |
| Yokosuka P1Y1                      | Tweede Wereldoorlog | Japans Keizerrijk   |                           |                                         |
| Fokker T.IV                        | Tweede Wereldoorlog | Nederland           |                           |                                         |
| Fokker T.V                         | Tweede Wereldoorlog | Nederland           |                           |                                         |
| Fokker T.VIIIw                     | Tweede Wereldoorlog | Nederland           | Torpedobommenwerper       |                                         |
| Fokker T.IX                        | Tweede Wereldoorlog | Nederland           |                           |                                         |
| Iljoesjin Il-4                     | Tweede Wereldoorlog | Sovjet-Unie         |                           |                                         |
| Jakovlev Jak-4                     | Tweede Wereldoorlog | Sovjet-Unie         | Duikbommenwerper          |                                         |
| Petljakov Pe-2                     | Tweede Wereldoorlog | Sovjet-Unie         |                           |                                         |
| Petljakov Pe-8                     | Tweede Wereldoorlog | Sovjet-Unie         |                           |                                         |
| Tupolev ANT-40                     | Tweede Wereldoorlog | Sovjet-Unie         |                           |                                         |
| Tupolev Tu-2                       | Tweede Wereldoorlog | Sovjet-Unie         |                           |                                         |
| Aero A-304                         | Tweede Wereldoorlog | Tsjecho-Slowakije   |                           |                                         |
| Armstrong Whitworth Whitley        | Tweede Wereldoorlog | Verenigd Koninkrijk | Strategische bommenwerper |                                         |
| Avro Manchester                    | Tweede Wereldoorlog | Verenigd Koninkrijk | Strategische bommenwerper |                                         |
| Avro Lancaster                     | Tweede Wereldoorlog | Verenigd Koninkrijk | Strategische bommenwerper |                                         |
| Blackburn Skua                     | Tweede Wereldoorlog | Verenigd Koninkrijk | Duikbommenwerper          | Ook ingezet als jachtvliegtuig          |
| Bristol Beaufighter                | Tweede Wereldoorlog | Verenigd Koninkrijk |                           | Ook ingezet als jachtvliegtuig          |
| Bristol Beaufort                   | Tweede Wereldoorlog | Verenigd Koninkrijk | Torpedobommenwerper       |                                         |
| Bristol Blenheim                   | Tweede Wereldoorlog | Verenigd Koninkrijk |                           |                                         |
| Bristol Brigand                    | Tweede Wereldoorlog | Verenigd Koninkrijk |                           |                                         |
| De Havilland Mosquito              | Tweede Wereldoorlog | Verenigd Koninkrijk |                           |                                         |
| Fairey Battle                      | Tweede Wereldoorlog | Verenigd Koninkrijk |                           |                                         |
| Handley Page Halifax               | Tweede Wereldoorlog | Verenigd Koninkrijk | Strategische bommenwerper |                                         |
| Handley Page Hampden               | Tweede Wereldoorlog | Verenigd Koninkrijk | Strategische bommenwerper |                                         |
| Short Stirling                     | Tweede Wereldoorlog | Verenigd Koninkrijk | Strategische bommenwerper |                                         |
| Vickers Wellington                 | Tweede Wereldoorlog | Verenigd Koninkrijk |                           |                                         |
| Vickers Wellesley                  | Tweede Wereldoorlog | Verenigd Koninkrijk |                           |                                         |
| Boeing B-17 Flying Fortress        | Tweede Wereldoorlog | Verenigde Staten    | Strategische bommenwerper |                                         |
| Boeing B-29 Superfortress          | Tweede Wereldoorlog | Verenigde Staten    | Strategische bommenwerper |                                         |
| Consolidated B-24 Liberator        | Tweede Wereldoorlog | Verenigde Staten    | Strategische bommenwerper |                                         |
| Douglas DB-7/A-20                  | Tweede Wereldoorlog | Verenigde Staten    |                           | Ook uitgevoerd als jachtvliegtuig       |
| Douglas D8A                        | Tweede Wereldoorlog | Verenigde Staten    |                           |                                         |
| Douglas SBD Dauntless              | Tweede Wereldoorlog | Verenigde Staten    | Duikbommenwerper          |                                         |
| Grumman TBF Avenger                | Tweede Wereldoorlog | Verenigde Staten    | Torpedobommenwerper       |                                         |
| Lockheed Hudson                    | Tweede Wereldoorlog | Verenigde Staten    |                           | Ook ingezet als verkenner               |
| Martin B-26 Marauder               | Tweede Wereldoorlog | Verenigde Staten    |                           |                                         |
| North American B-25 Mitchell       | Tweede Wereldoorlog | Verenigde Staten    |                           |                                         |
| Saab 17                            | Tweede Wereldoorlog | Zweden              | Duikbommenwerper          |                                         |
| Iljoesjin Il-28                    | Koude Oorlog        | Sovjet-Unie         | Strategische bommenwerper |                                         |
| Myasishchev M-4                    | Koude Oorlog        | Sovjet-Unie         | Strategische bommenwerper |                                         |
| Tupolev Tu-4                       | Koude Oorlog        | Sovjet-Unie         | Strategische bommenwerper |                                         |
| Tupolev Tu-16                      | Koude Oorlog        | Sovjet-Unie         | Strategische bommenwerper |                                         |
| Tupolev Tu-95                      | Koude Oorlog        | Sovjet-Unie         | Strategische bommenwerper |                                         |
| Tupolev Tu-22M                     | Koude Oorlog        | Sovjet-Unie         | Strategische bommenwerper |                                         |
| Tupolev Tu-160                     | Koude Oorlog        | Sovjet-Unie         | Strategische bommenwerper |                                         |
| Avro Lincoln                       | Koude Oorlog        | Verenigd Koninkrijk | Strategische bommenwerper |                                         |
| Avro Vulcan                        | Koude Oorlog        | Verenigd Koninkrijk | Strategische bommenwerper |                                         |
| Blackburn Buccaneer                | Koude Oorlog        | Verenigd Koninkrijk | Tactische bommenwerper    |                                         |
| Handley Page Victor                | Koude Oorlog        | Verenigd Koninkrijk | Strategische bommenwerper |                                         |
| Vickers Valiant                    | Koude Oorlog        | Verenigd Koninkrijk | Strategische bommenwerper |                                         |
| B-36 Peacemaker                    | Koude Oorlog        | Verenigde Staten    |                           |                                         |
| B-45 Tornado                       | Koude Oorlog        | Verenigde Staten    |                           |                                         |
| North American XB-70 Valkyrie      | Koude Oorlog        | Verenigde Staten    |                           |                                         |
| B-47 Stratojet                     | Koude Oorlog        | Verenigde Staten    |                           |                                         |
| B-50 Superfortress                 | Koude Oorlog        | Verenigde Staten    |                           |                                         |
| B-52 Stratofortress                | Koude Oorlog        | Verenigde Staten    | Strategische bommenwerper |                                         |
| B-58 Hustler                       | Koude Oorlog        | Verenigde Staten    |                           |                                         |
| B-1 Lancer                         | Koude Oorlog        | Verenigde Staten    | Strategische bommenwerper |                                         |
| Lockheed Martin F-117 Nighthawk    | Koude Oorlog        | Verenigde Staten    | Bommenwerper              | stealth                                 |
| B-2 Spirit                         | Koude Oorlog        | Verenigde Staten    | Strategische bommenwerper | stealth                                 |